# 永明寺 (北九州市)

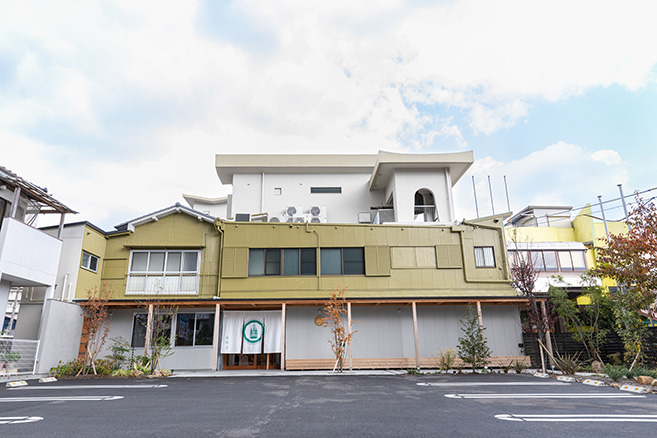

## 概要
永明寺（えいみょうじ）は、福岡県北九州市八幡東区川淵町にある浄土真宗本願寺派の寺院。現在の住職は松﨑智海。

## 沿革
- 昭和12年（1937年） － 松﨑慈観（中興16世）が八王寺説教所を開設
- 昭和14年（1939年） － 島根県飯石郡頓原町（現飯南町）に伽藍だけが残った永明寺（ようめいじ）の寺基を、現在地に移転（当時は新寺建立が不可だったため）[1]。本堂・伽藍建立。
- 昭和29年 － 慈観が没し、17世松﨑一乗が継職
- 昭和40年 － 宗祖降誕八百年予修大法要記念として本堂改築
- 昭和57年 － 門徒会館落慶大法要　厳修
- 平成3年（1991年） － 18世松﨑信隆が継職。同年、第18世住職継職法要を厳修。
- 平成28年（2016年） － 19世松﨑智海が継職。
- 令和6年（2024年）3月20日 － 門徒会館改修工事 落慶（第19世住職継職法要記念事業）
- 令和6年（2024年）5月19日 － 第19世住職継職法要 厳修

## 受賞歴
- 令和元年（2019年）第2回「輝け!お寺の掲示板大賞2019」大賞（仏教伝道協会主催）[2]

## 境内
- 本堂
- 門徒会館
- 高見幼稚園

## 年間行事
- ベトナム盆法要
- おてらマルシェ

## アクセス
福岡県北九州市八幡東区川淵町3-23
- バス　：西鉄バス「七条」下車。小倉方面に徒歩5分
- 車：北九州都市高速「山路」出口より5分

## 外部サイト
- 永明寺
- 浄土真宗本願寺派>北豊教区>小倉組>永明寺